# 탈리트

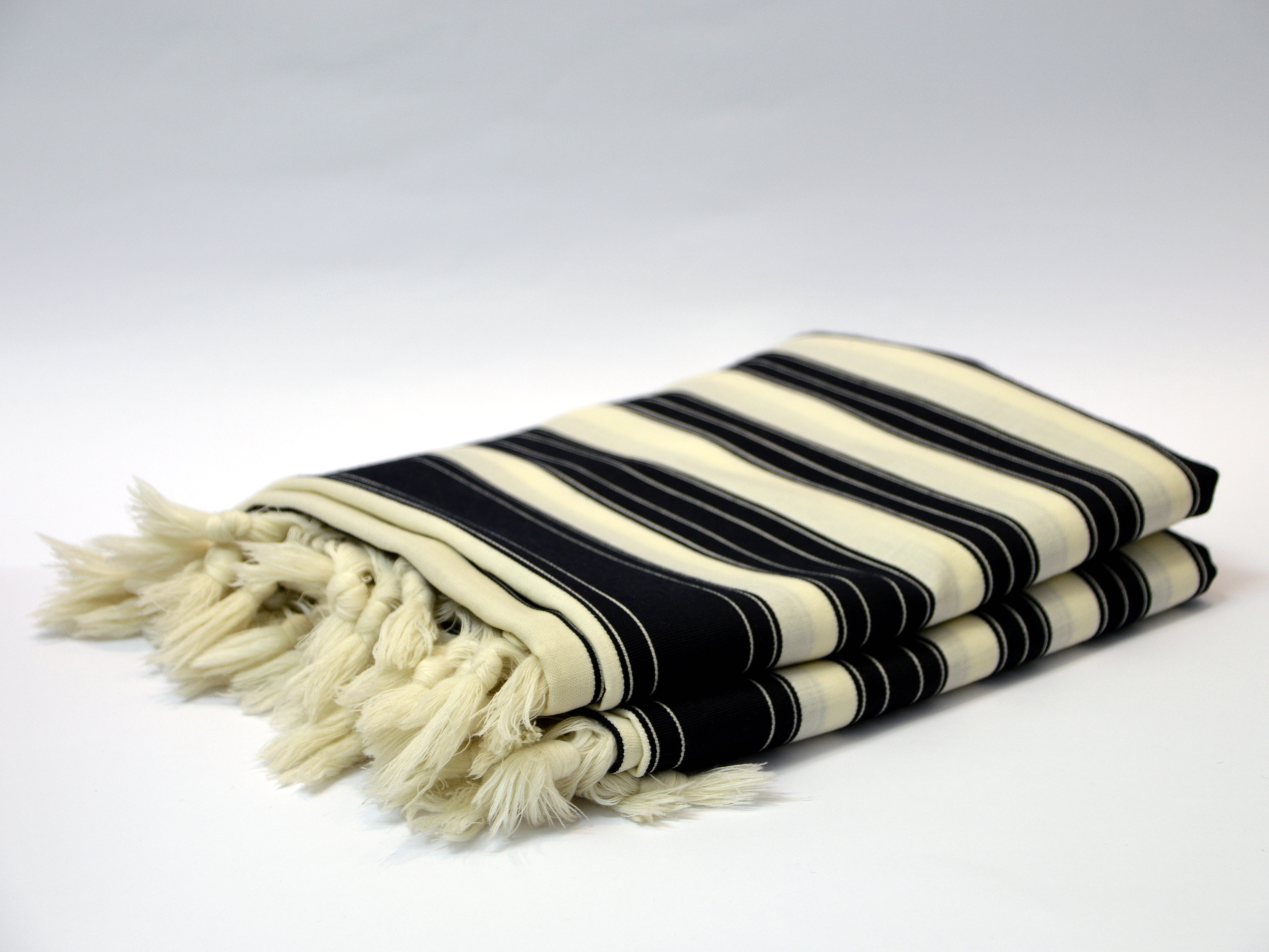
탈리트 (tallit)

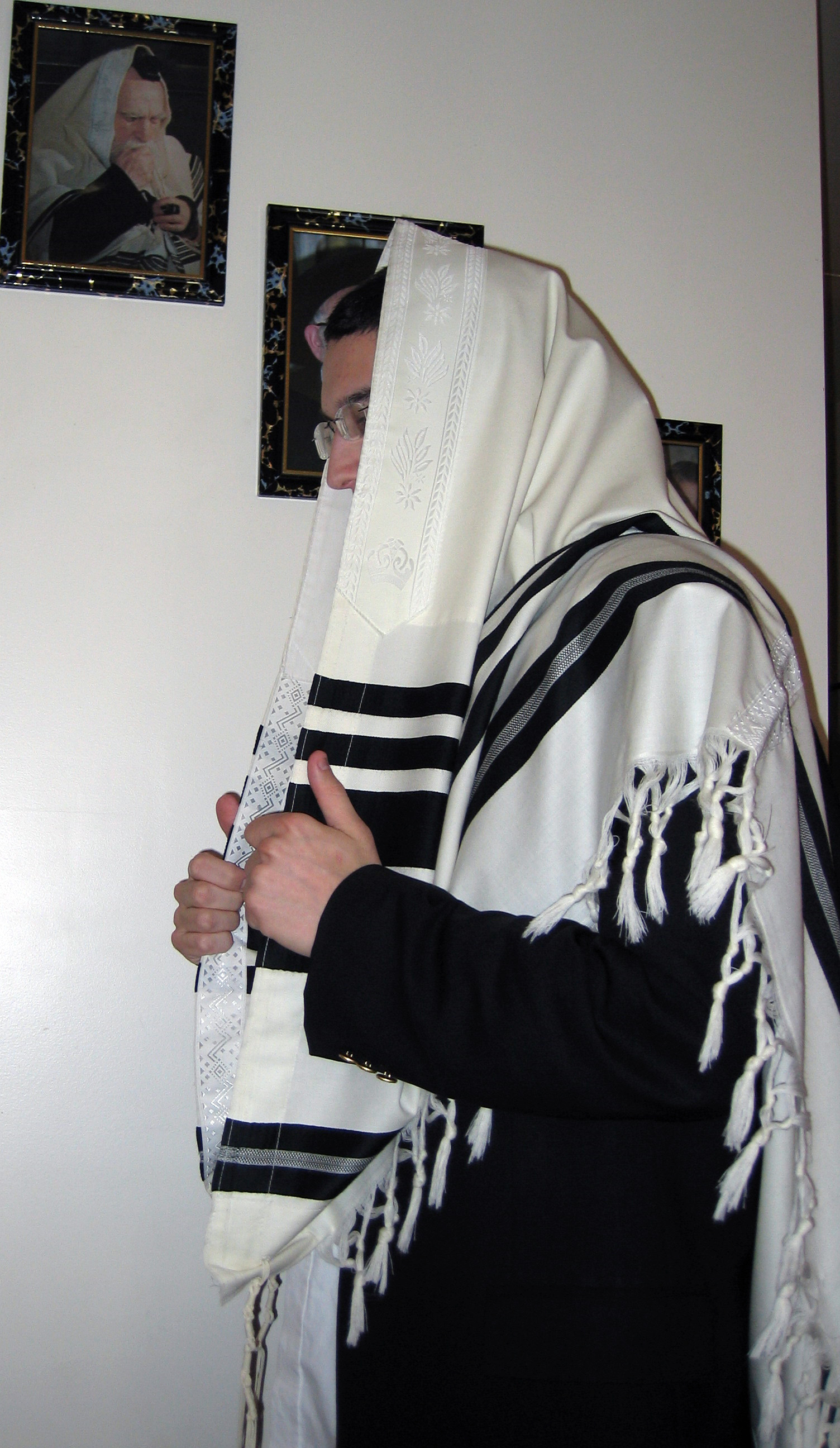
탈리트 (기도보)

탈리트(히브리어: טַלִּית tallit, 기도보)는 유대인들이 기도할 때 덮어 쓰는 종교적인 옷이다. 일반적으로 유대인들은 탈리트를 입고 기도를 한다. 탈리트는 기도 시에 외부와 차단하여 깊은 기도를 통하여 하나님께만 집중할 수 있는 장점이 있다. 아침 기도(Shacharit), 욤 키푸르(Yom Kippur) 기간 중에 기도할 때에 입는다.

## 같이 보기
- 치치트